# Ian Brown (dziennikarz)
Ian Brown (ur. 1954 w Lachine) – kanadyjski pisarz oraz dziennikarz prasowy, radiowy oraz telewizyjny.

## Życiorys
Ian Brown ukończył Trinity College w Uniwersytecie Toronto. Pracował jako dziennikarz ekonomiczmy w dzienniku Financial Post i w tygodniku Maclean's. Pracuje jako dziennikarz ogólnokanadyjskiej codziennej gazety The Globe and Mail, dziennikarz radiowy w CBC Radio oraz gospodarz telewizyjnych seriali dokumentalnych w TVOntario. W 2010 został laureatem RBC Taylor Prize za powieść The Boy in the Moon: A Father's Search for His Disabled Son a w 2016 roku finalistą tego konkursu za powieść Sixty: The Beginning of the End, or the End of the Beginning?.
Ian Brown jest żonaty z dziennikarką Johanną Schneller i ma dwoje dzieci córkę Hayley oraz syna Walkera, który choruje na rzadką wrodzoną chorobę o podłożu genetycznym (zespół sercowo-twarzowo-skórny).

## Opublikowane książki
- Freewheeling: The feuds, broods, and outrageous fortunes of the Billes family and Canada's favorite company. HarperCollins Canada, 1989. ISBN 978-00-02159-77-7. Brak numerów stron w książce[7]
- Man Overboard: True Adventures with North American Men. Macfarlane Walter & Ross, 1993. ISBN 978-09-21912-55-2. Brak numerów stron w książce[8]
- What I Meant to Say: The Private Lives of Men. Thomas Allen Publishers, 2005. ISBN 978-08-87621-90-1. Brak numerów stron w książce[9]
- The Boy in the Moon: A Father's Search for His Disabled Son. Vintage Canada, 2009. ISBN 978-03-07357-10-6. Brak numerów stron w książce[9]
- Sixty: The Beginning of the End, or the End of the Beginning?. Random House Canada, 2015. ISBN 978-03-07362-84-1. Brak numerów stron w książce[9]

## Nagrody
Ian Brown otrzymał w latach 1977-2011 wielokrotnie nagrodę Canadian National Magazine Awards za swoje artykuły prasowe (w tym siedmiokrotnie złoty medal). 
- 2010 – Trillium Book Award za najlepszą powieść anglojęzyczną (The Boy in the Moon)[11]
- 2010 – RBC Taylor Prize (Charles Taylor Prize) za najlepszą powieść faktu (The Boy in the Moon)
- 2010 – British Columbia's National Award for Canadian Non-Fiction za najlepszą powieść faktu (The Boy in the Moon)